# 雪印八雲工場脱脂粉乳食中毒事件
雪印八雲工場脱脂粉乳食中毒事件（ゆきじるしやくもこうじょうだっしふんにゅうしょくちゅうどくじけん）は、1955年（昭和30年）に東京都で発生した集団食中毒事件である。原因は、学校給食に供された雪印乳業（現：雪印メグミルク）製の脱脂粉乳であった。東京都内の学校給食で、輸入品の脱脂粉乳を日本産品に切り替えた日に発生した事件であり、日本産の乳製品の信頼性を一時的に損なう事件となった。

## 経緯
- 3月1日　学校給食に供された国産脱脂粉乳により、東京都の小学生1,936人が、相次いで食中毒の症状を呈した[1]。児童の給食の共通性から、真っ先に脱脂粉乳が疑われたが、翌3月2日、製造元の雪印乳業が因果関係を否定する会見を行った。
- 3月3日　東京都が脱脂粉乳から溶血性ブドウ球菌を検出。雪印乳業は、直ちに自社製品の落ち度を認め、製品回収とともに謝罪広告の掲載や謝罪訪問を開始した。

## 原因
前年、北海道山越郡八雲町（現・二海郡八雲町）の工場内で、たまたま停電と機械故障が重なる日があった。この際、原料乳の管理が徹底されず、長時間にわたり原料乳が加温状態にさらされたことから、溶血性ブドウ球菌が大量に増殖したと考えられている。また、前日の原料乳が使い回されるといった杜撰な製品管理も重なり、被害が拡大したとされる。

## リスクマネジメントの成功と失敗
雪印乳業は発覚後、即座に謝罪と製品回収、謝罪広告の掲載、被害者への謝罪訪問など先手先手で対応措置を展開。危機管理（リスクマネジメント）の対応という点では、当時の水準を遙かに上回る措置であったことから、企業イメージへの打撃を最小限度に押さえたばかりか、長期的に見れば企業イメージ向上にすら繋がったと言われている。
当時の雪印社長であった佐藤貢は、「全社員に告ぐ」という文章を作り、『信用を獲得するには長い年月を要し、これを失墜するのは一瞬であり、そして信用は金銭で買うことはできない』旨を記し、安全な製品を消費者に提供することこそが雪印の社会的責任であることを訴え続けた。
雪印乳業は、1986年に中止されるまでは『全社員に告ぐ』を新入社員に配り、八雲工場事件の教訓を常に教え、安全な製品作りを心掛ける教育を施していた。その結果雪印グループは、乳業トップ・食品業界でも屈指の巨大企業グループに登り詰めた。
しかしグループの事業規模拡大とともに、トップブランドへの驕りが生じ、安全教育も風化していった。そして45年後の2000年（平成12年）、当事件とほぼ同じ原因で雪印集団食中毒事件が発生し、当事件よりもはるかに広範囲かつ多数の被害者を出した。この際安全教育の風化に加えて、責任逃れに走る企業体質などの要因が重なって、対応が後手後手に回り、組織的な原因隠蔽や社長の報道陣に対する暴言など致命的な問題が次々と噴出、リスクマネジメントの観点では最悪の対応と揶揄される事態となった。
このため、雪印グループの企業イメージは著しく失墜し、2002年（平成14年）に子会社の雪印食品が引き起こしたBSE問題の補助金詐欺事件（雪印牛肉偽装事件）と合わせて、雪印グループ解体の主要因となった。